# Knox College (États-Unis)
Pour les articles homonymes, voir Knox College.
Knox College est une université privée américaine spécialisée dans les arts libéraux et située à Galesburg, dans l'Illinois.

## Historique

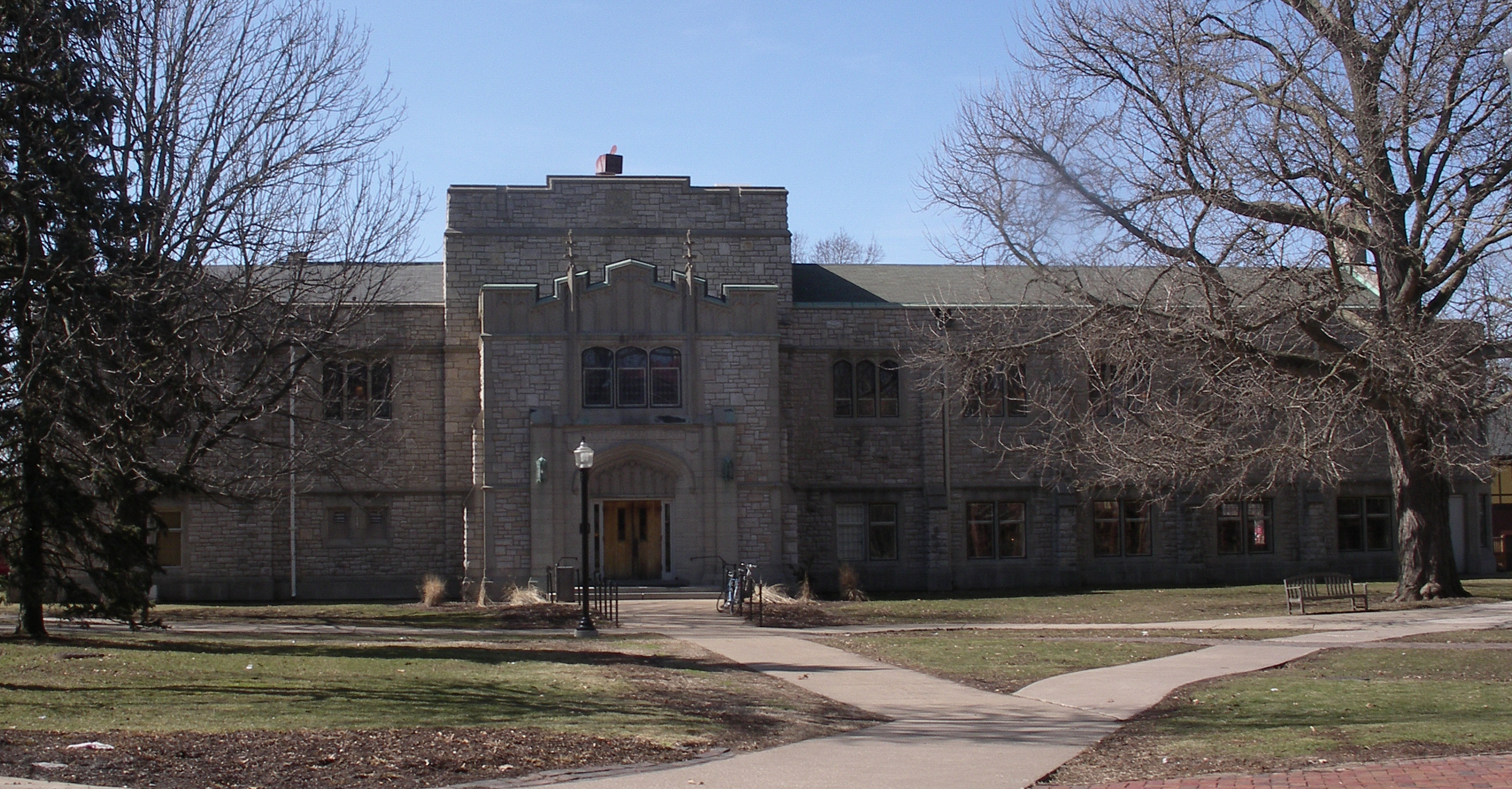
Bibliothèque Henry M. Seymour, sur le campus du college.

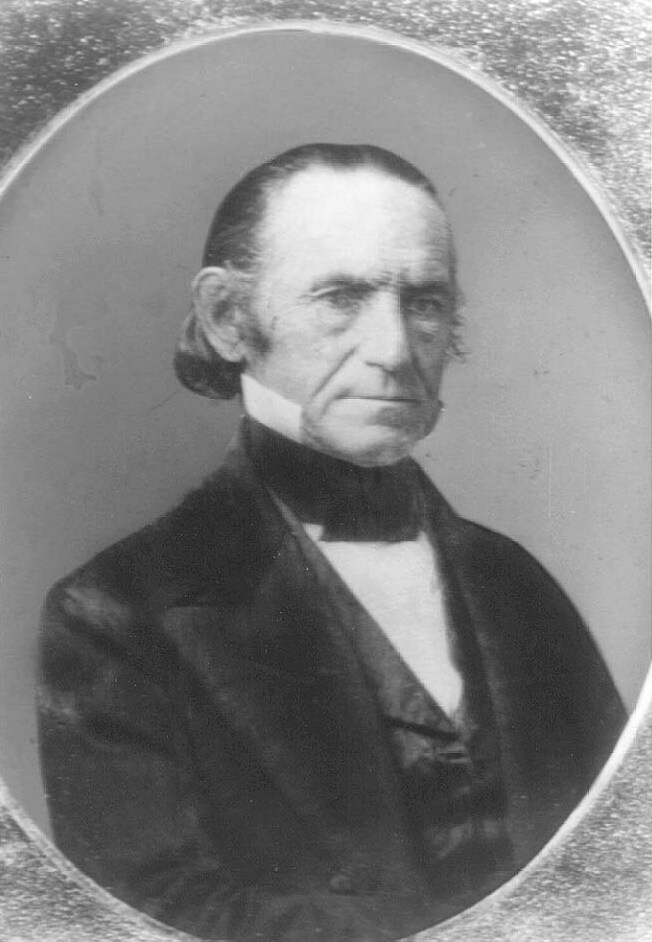
Le pasteur George Washington Gale (1789–1861), fondateur de Knox College.

Knox College est un lycée agricole fondé par des pasteurs presbytériens de l'Etat de New York. L'un d'eux, le pasteur abolitionniste George Washington Gale, qui avait précédemment fondé l'Institut Oneida, émit en 1836 une lettre circulaire appelant à la fondation d'un lycée d'artisanat (Manual labor college), grâce à des souscriptions privées et l'achat de parcelles. En 1837, un premier groupe de souscripteurs établis à Galesburg commencèrent la construction d'un premier bâtiment. Le premier président, Hiram Huntington Kellogg, partit pour l'Angleterre pour acheter les manuels scolaires, qui font maintenant partie de la bibliothèque universitaire. L'école accueillit ses premiers élèves en 1843 : c'était l'une des premières écoles américaines à accueillir des femmes et des noirs.